# 児玉隼人
児玉 隼人（こだま はやと、2009年6月20日 - ）は、日本の音楽家、トランペット奏者。

## 来歴
北海道釧路市出身。チューバ奏者である父、児玉隆也の影響で、5歳のクリスマスにプレゼントとしてコルネットをもらったことを機に楽器演奏を始める。これまでに、第30回日本クラシック音楽コンクールグランプリ、第23回日本ジュニア管打楽器コンクール小学生コースで金賞、となるなど、数々の受賞歴を持つ。
2022年にはソロリサイタルを行い、翌2023年には東京佼成ウインドオーケストラとの共演を果たすなど、精力的に演奏活動を行っている。

## 受賞歴
- 2020年 第30回日本クラシック音楽コンクール - グランプリ
- 2021年 第23回日本ジュニア管打楽器コンクール - 小学生コース 金賞
- 2021年 第7回下田国際音楽コンクール - ヤングアーティスト部門 金賞及び大賞[5]
- 2023年 第23回大阪国際音楽コンクール - Age-G 第1位及び文部科学大臣賞（グランプリの該当者はなし）[6][7]
- 2024年  第39回日本管打楽器コンクール - トランペット部門第1位（内閣総理大臣賞・文部科学大臣賞・東京都知事賞）[8][9]